# Deuterosinella fusca
Genre
Espèce
Deuterosinella fusca, unique représentant du genre Deuterosinella, est une espèce de collemboles de la famille des Entomobryidae.

## Distribution
Cette espèce est endémique de Nouvelle-Zélande.

## Description
Deuterosinella fusca mesure 2 mm.

## Publication originale
- Salmon, 1943 : New Records of Collembola from New Zealand, with Descriptions of New Genera and Species. Part I. Collembola. Arthropleona. Transactions of the Royal Society of New Zealand, vol. 72, p. 373-388 (texte intégral).